# Олейник, Ярослав Вадимович
Яросла́в Вади́мович Оле́йник (укр. Ярослав Вадимович Олійник; род. 14 марта 1991, Донецк) — украинский футболист, защитник.

## Клубная карьера
Воспитанник «Шахтёра» (Донецк), на профессиональном уровне дебютировал в сезоне 2007/08 за «Шахтёр-3» во второй лиге Украины. В молодёжном составе «Шахтёра» дебютировал 18 апреля 2008. За главную команду не сыграл ни одного официального матча. В феврале 2015 года перешёл в одесский «Черноморец». По окончании сезона 2014/15 Олейник прекратил свои выступлений за одесский клуб. 2 июля 2015 года в качестве свободного агента перешёл в мариупольский «Ильичёвец».
В июле 2017 года подписал контракт с «Томью». Дебютировал в составе томского клуба 22 июля 2017 года в матче против «Олимпийца», но уже в августе того же года расторг контракт с клубом.
7 августа стало известно, что Олейник подписал контракт с «Кастельоном» из третьей лиги Испании. Срок договора рассчитан на два сезона.

## Карьера в сборной
Выступал за юношеские сборные Украины разных возрастов.